# Elisabeth Charlotta Karsten
Elisabeth Charlotta Karsten, senare Kachanoff, född i Stockholm 1789, död 1856, var en svensk konstnär (målare), senare verksam i Ryssland, och balettdansare.  
Hon var dotter till Kristofer Kristian Karsten och Sophie Stebnowska och syster till Hedvig Sophie Karsten-Taglioni. Karsten var elev till Carl Johan Fahlcrantz. Hon var landskapsmålare och kopierade många verk i olja av bland annat Ruysdael och Vernet. Hon målade i olja och gouache. Hon fanns representerad i akademins konstutställningar i Stockholm mellan 1804 och 1810 med utsiktsvyer av Stockholm, Venedig, Drottningholms slott och Ulriksdals slott.       
Elisabeth Charlotta Karsten var även aktiv som dansare vid Operan 1805–1806.      
Hon gifte sig med ryske generalen Simeon Kachanoff 1818, och flyttade med honom till Dagestan. Hon var efter giftermålet verksam som målare i Ryssland.  
Karsten finns representerad vid bland annat Norrköpings konstmuseum.